# Museumsstellmacherei Langenrehm

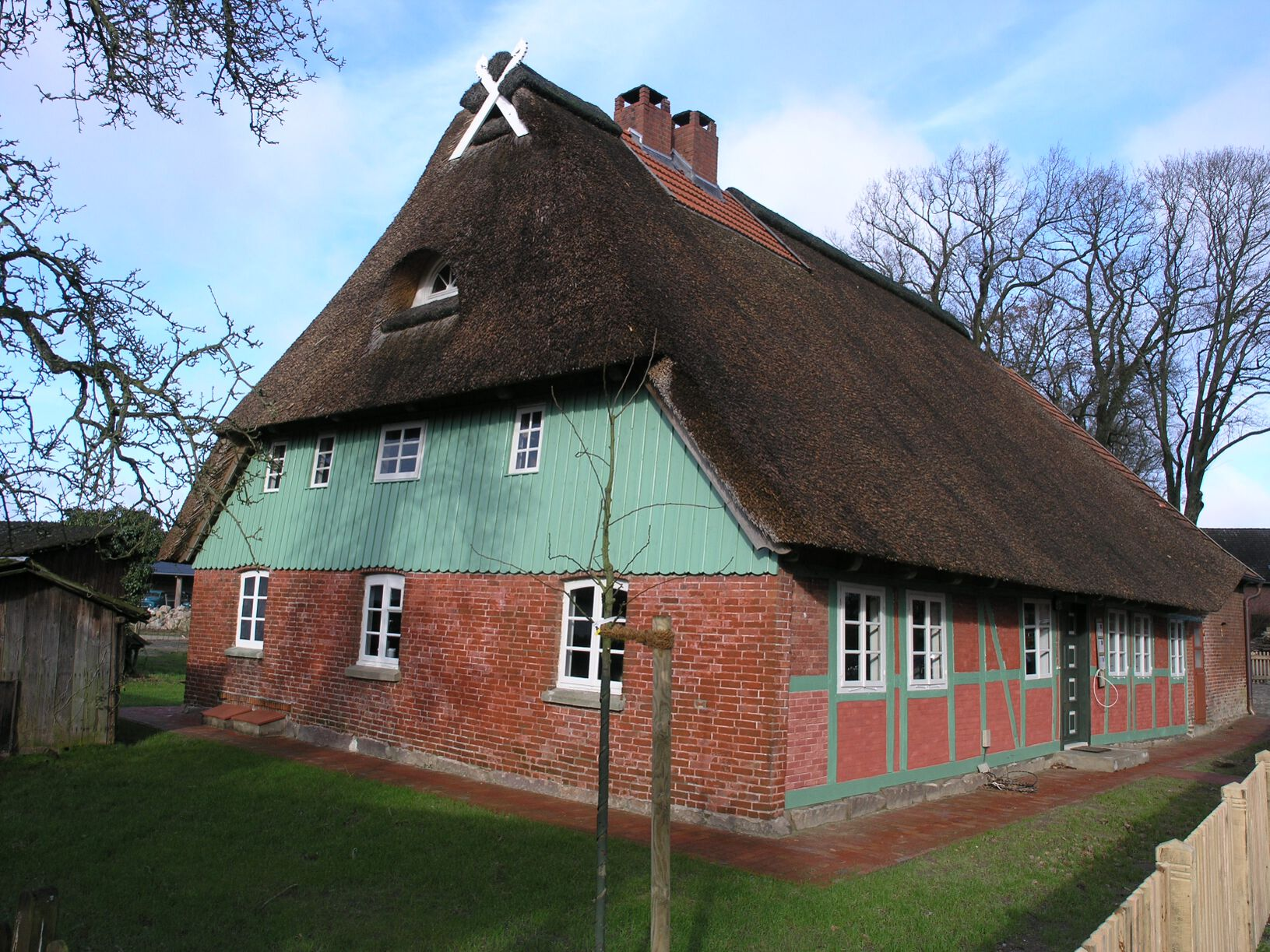
Die Museumsstellmacherei in Langenrehm

Die Museumsstellmacherei Langenrehm liegt im Dorf Langenrehm, einem Ortsteil der Gemeinde Rosengarten im Landkreis Harburg. Das Gebäude-Ensemble aus Fachwerk-Wohnhaus, Produktionsgebäude und Sägewerk zeigt den Alltag und die Arbeit der Stellmacherfamilie Peters um 1930. Alle Maschinen in der historischen Werkstatt sind im Zustand von 1930 erhalten und voll funktionstüchtig. Im Schaubetrieb fertigt der Stellmacher an den Öffnungstagen Wagen, Räder und Karren aus Holz. Die Museumsstellmacherei Langenrehm ist eine Außenstelle des Freilichtmuseum am Kiekeberg und wird vom Förderverein des Freilichtmuseums am Kiekeberg e.V. betrieben. 

## Museum
Die Museumsstellmacherei besteht aus der historischen Stellmacher-Werkstatt, dem Wohnhaus mit Deele und dem historischen Garten, in dem ein historisches Sägegatter und ein Holzlagerschuppen stehen. 
In der Werkstatt wird das traditionelle Stellmacherhandwerk vorgestellt: Ein Stellmacher (süddeutsch: Wagner) stellte Räder, Wagen, Pflüge und andere landwirtschaftliche Geräte aus Holz her. Die alte Stellmacherei gehörte dem Stellmacher Heinz Peters, der in seiner Werkstatt noch bis 1970 vor allem Räder für Schubkarren herstellte. Das historisch getreu eingerichtete Wohnhaus veranschaulicht, wie die Handwerkerfamilie um 1930 gemeinsam lebte. Die Museumsstellmacherei Langenrehm zeigt, wie es der Familie Peters gelang, einen erfolgreichen Familienbetrieb aufzubauen und zu führen. In der Deele ist ein Café für Besucher eingerichtet.

## Geschichte
In der Stellmacherei in Langenrehm wurden hauptsächlich Schubkarren hergestellt, aber auch Wagen und Holzräder oder Obst- und Gemüsekarren, die in das naheliegende Hamburg oder mit Pferdefuhrwerken ins Alte Land geliefert wurden. Von 1930 bis 1940, der Blütezeit der Stellmacherei Langenrehm, gab es bis zu fünf Beschäftigte. Bis etwa 1970 hielt sich das Familienunternehmen am Markt. Danach wurde die Werkstatt bis 2008 nur noch gelegentlich von Heinz Peters betrieben. Sie war eine der letzten Stellmachereien in Deutschland, die noch in Betrieb waren.

## Öffnungszeiten
Die Museumsstellmacherei Langenrehm ist jeden Sonntag von Mai bis Oktober von 11 bis 17 Uhr geöffnet. Auf der Deele ist ein Café eingerichtet.

## Verwaltung
Die Museumsstellmacherei ist eine Außenstelle des Freilichtmuseums am Kiekeberg und wird vom Förderverein des Freilichtmuseums am Kiekeberg betrieben. Durch die Außenstellen bleiben Gebäude und Kulturdenkmäler an ihren ursprünglichen Standorten erhalten und können so ihre Geschichte und Funktionsweise authentisch vermitteln.